# Bahnsteigkarte

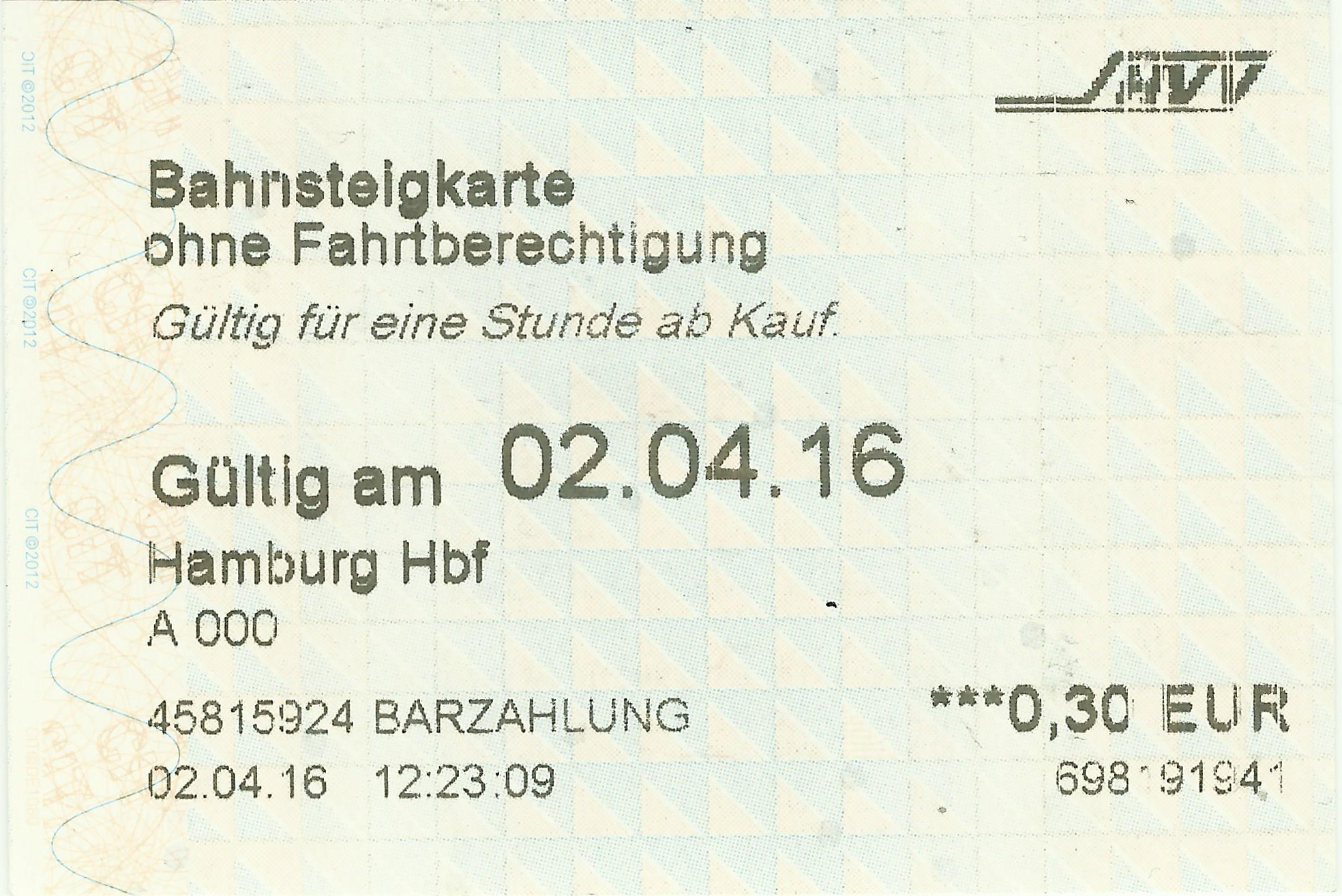
Bahnsteigkarte des Hamburger Verkehrsverbundes (HVV)

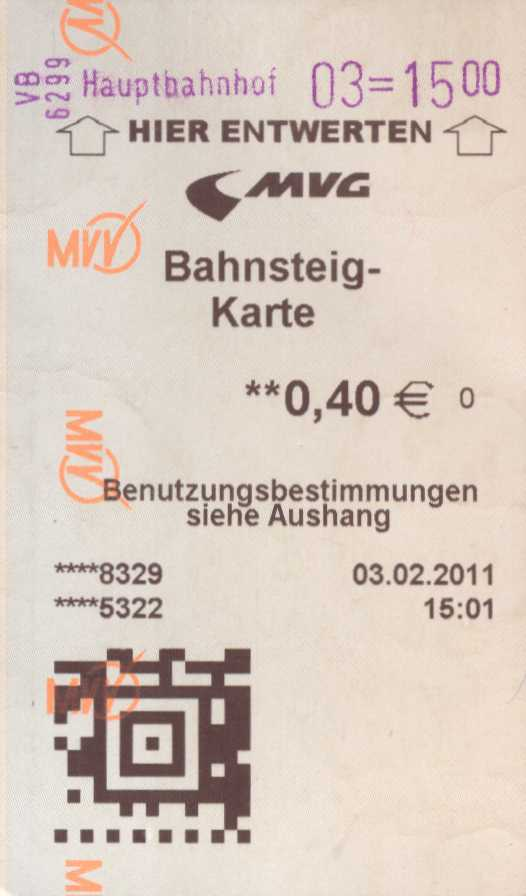
Bahnsteigkarte des Münchener Verkehrs- und Tarifverbunds

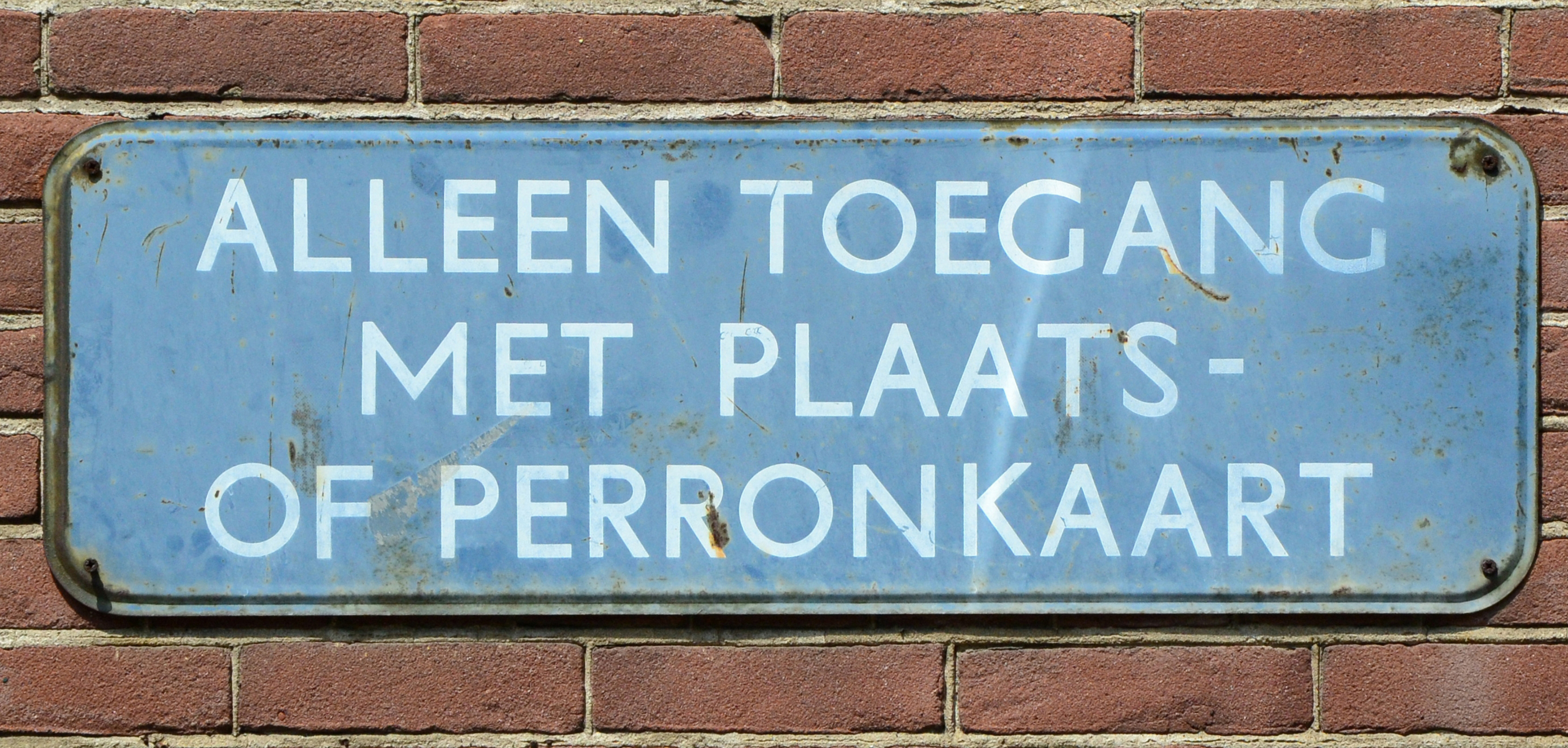
Historisches Hinweisschild aus dem niederländischen Lisse, „Zugang nur mit Fahr- oder Bahnsteigkarte“

Eine Bahnsteigkarte, auch Bahnsteigbillet, Bahnsteigticket bzw. in Österreich Perronkarte oder Perronbillet genannt, ist ein spezielles Dokument im Bahnverkehr. Sie erlaubt es auch denjenigen Personen durch Bahnsteigsperren abgetrennte Bereiche eines Bahnhofs zu betreten, die selbst keine Reiseabsicht haben und somit auch nicht im Besitz einer gültigen Fahrkarte sind. Mithilfe einer Bahnsteigkarte können Angehörige direkt von und zum Bahnsteig begleitet werden, etwa um sie beim Tragen des Gepäcks zu unterstützen oder ihnen den richtigen Zug respektive Ausgang zu zeigen. Die Bahnsteigkarte dient bei einer Kontrolle als Nachweis, dass ihr Besitzer kein Reisender ist und somit auch nicht der Beförderungserschleichung beschuldigt werden kann. Bahnsteigkarten werden entweder zu einem geringen symbolischen Preis ausgegeben, das heißt, sie kosten deutlich weniger als die jeweils günstigste Fahrkarte, oder sind sogar gratis. Bahnsteigkarten werden meist beim Betreten des Bahnsteigbereiches durch Lochung oder Stempelung entwertet und gelten typischerweise für eine oder zwei Stunden. Schon früh erfolgte deren Abgabe dabei durch spezielle Selbstbedienungsautomaten, lange bevor sich Fahrkartenautomaten durchsetzen konnten.

## Geschichte

### Deutschland

Karte zur Benutzung des Bahnhofstunnels in Hannover

Der Verkauf von Bahnsteigkarten begann bereits in der Frühzeit der Eisenbahn, als das neue Transportmittel zahlreiche Zuschauer anlockte, was zu Gedränge und Unruhe auf den Bahnsteigen führte, so dass die Reisenden Schwierigkeiten hatten, zum Zug zu gelangen, und Unfälle leicht möglich waren. Außerdem gab es bei vielen Bahngesellschaften seinerzeit noch Abteilwagen, bei denen der Schaffner während der Fahrt zur Fahrkartenkontrolle außen über ein Trittbrett von Abteil zu Abteil und von einem Wagen zum nächsten klettern musste, was besonders bei steigender Geschwindigkeit sehr gefährlich war. Daher kontrollierte man die Fahrkarten bereits vor der Abfahrt an der Bahnsteigsperre und wollte deshalb die Zahl der den Bahnsteig betretenden Personen ohne Fahrtabsicht möglichst begrenzen. 
In Deutschland kosteten Bahnsteigkarten zunächst zehn, später zwanzig Pfennig. Lenin wird folgender Ausspruch zugeschrieben:

„Wenn diese Deutschen einen Bahnhof stürmen wollen, kaufen die sich erst eine Bahnsteigkarte!“

Bei der Deutschen Bundesbahn wurde die Bahnsteigkarte zum 1. Mai 1974 abgeschafft. Diese Maßnahme erfolgte im Hinblick auf die Fußball-Weltmeisterschaft 1974, als auch die Bahnsteigsperren, und damit auch Bahnsteigschaffner bzw. Sperrenschaffner, in Westdeutschland flächendeckend entfielen. Eine Ausnahme stellte der von der Deutschen Reichsbahn betriebene Bahnhof Berlin-Zoologischer Garten in West-Berlin dar, wo noch bis 1987 Bahnsteigkarten für eine D-Mark verkauft wurden. Eine Besonderheit stellten die speziellen Karten zur Benutzung des Bahnhofstunnels im hannoverschen Hauptbahnhof dar. Sie wurden kostenlos abgegeben, damit die Fahrgäste nachts, wenn die Fahrkartenausgabe in der Haupthalle geschlossen war, zum dortigen Nachlöseschalter gelangen konnten. 
Bis zum 31. Juli 2019 gab es auch im Münchner Verkehrs- und Tarifverbund (MVV) Bahnsteigkarten zu 0,40 Euro für S- und U-Bahn-Stationen. Die Karten waren selbst zu entwerten und waren ab dann eine Stunde gültig. Im Jahr 2008 wurden innerhalb des MVV insgesamt 25.907 Bahnsteigkarten verkauft. Für 2009 gab die Pressestelle rund 16.200 verkaufte Bahnsteigkarten an, 2012 waren es 18.929.
Der Hamburger Verkehrsverbund (HVV) war der letzte deutsche Verkehrsverbund mit Bahnsteigkarten. „Abgegrenzte Bahngebiete“, das heißt die sogenannten „fahrkartenpflichtigen Bereiche“, durften dort noch bis zum 31. Dezember 2023 nur mit gültiger Fahr- oder Bahnsteigkarte betreten werden. Letztere kostete bis Dezember 2019 0,30 Euro, zuletzt dann nur noch 0,10 Euro, und war an der gelösten Station eine Stunde gültig. In den Jahren 2011 bis 2016 wurden im HVV-Gebiet jährlich etwa 8000 Bahnsteigkarten verkauft. Der Erlös betrug jeweils zwischen 2000 und 3000 Euro. Die U-Bahn-Haltestelle mit den meisten verkauften Bahnsteigkarten zwischen 2011 und März 2017 war Horner Rennbahn. Dort wurden in diesem Zeitraum 1727 Bahnsteigkarten gelöst. Im gesamten HVV-Gebiet waren es 2017 zusammen 7929 Stück.
Darüber hinaus bot früher auch die Wuppertaler Schwebebahn Bahnsteigkarten an.

### Schweiz
Da in der Schweiz Bahnsteigsperren nie üblich waren beziehungsweise nur ausnahmsweise zu Grossanlässen oder an Feiertagen zum Einsatz kamen, sind auch Bahnsteigkarten eine Seltenheit. In der Sammlung von SBB Historic befindet sich jedoch ein Automat, der als solche bezeichnete Bahnsteigkarten ausgeben konnte. Unter einem Perronbillett versteht man in der Schweiz hingegen eine Fahrkarte, die vor Abfahrt des Zuges auf dem Bahnsteig gelöst werden kann.

### Österreich
Bei der früheren Wiener Stadtbahn diente die günstigste Preisstufe zu zehn Heller zugleich als Perronkarte.

### Japan
Bahnsteigkarten sind in Japan an bemannten Stationen nach wie vor erhältlich zu Preisen von 140 bis 170 ¥ (1,15 bis 1,40 Euro) für Erwachsene. Sie bieten Zugangsberechtigung zum Bahnsteig der jeweiligen Station für zwei Stunden. Die dort stehenden Züge dürfen jedoch nicht betreten werden. An einigen großen Stationen von Japan Railways werden sogar „Bahnsteig-Monatskarten“ zu Preisen von 4540 und 5030 ¥ verkauft.

### Großbritannien

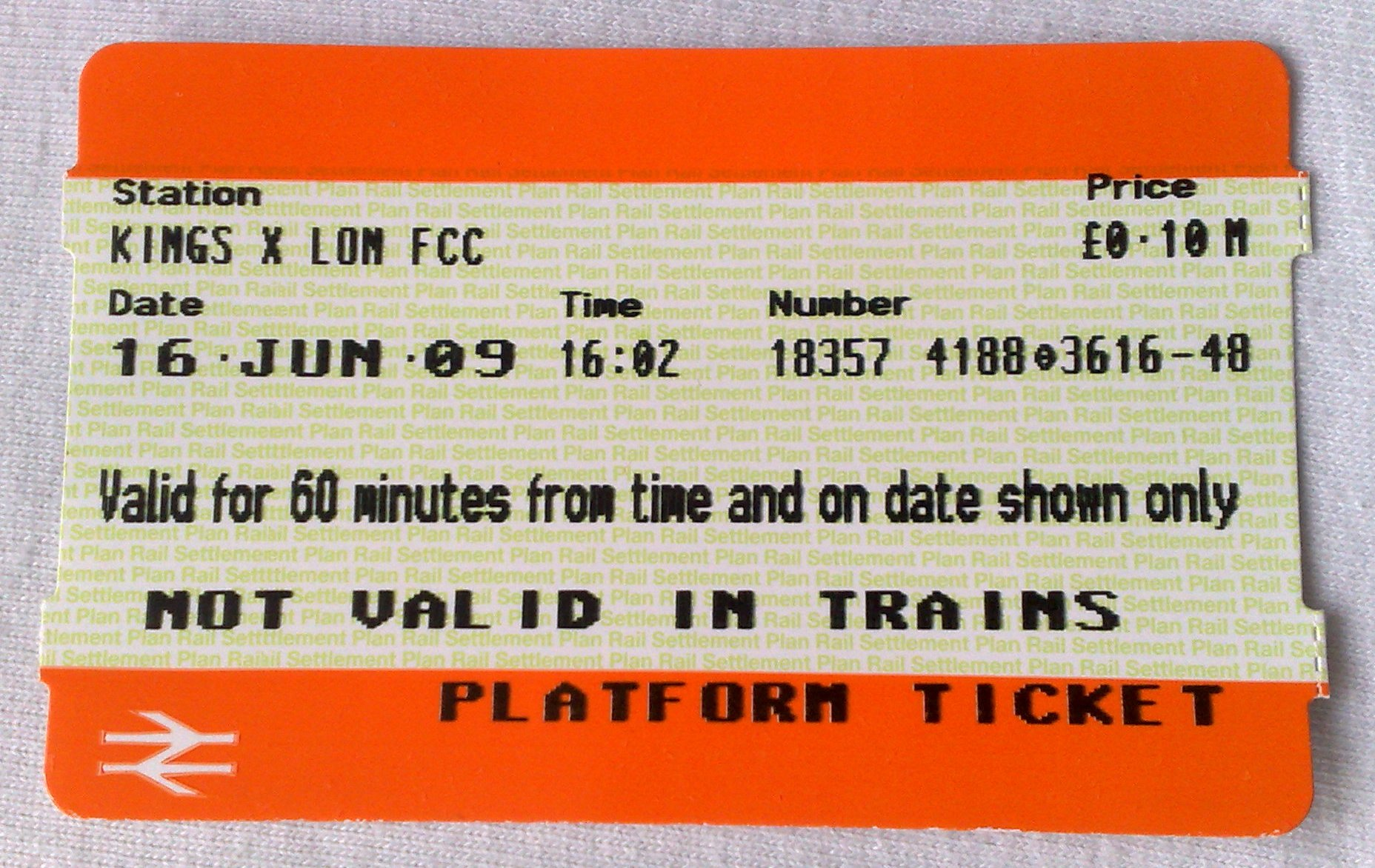
2009 ausgegebene Bahnsteigkarte der britischen National Rail

Kostenlos ausgegebenes platform ticket des British Railways Board für den Bahnhof Preston, die Zahlen von 1 bis 12 ermöglichten die Markierung der Stunde, in der es jeweils gültig war

An einigen Stationen der National Rail werden noch Bahnsteigkarten zum Preis von 0,10 £ (0,11 Euro) verkauft, sie sind eine Stunde lang gültig.

### Indien
In Indien werden Bahnsteigkarten zum Preis von zehn Rupien (0,13 Euro) verkauft, die zwei Stunden gültig sind.